# 품종

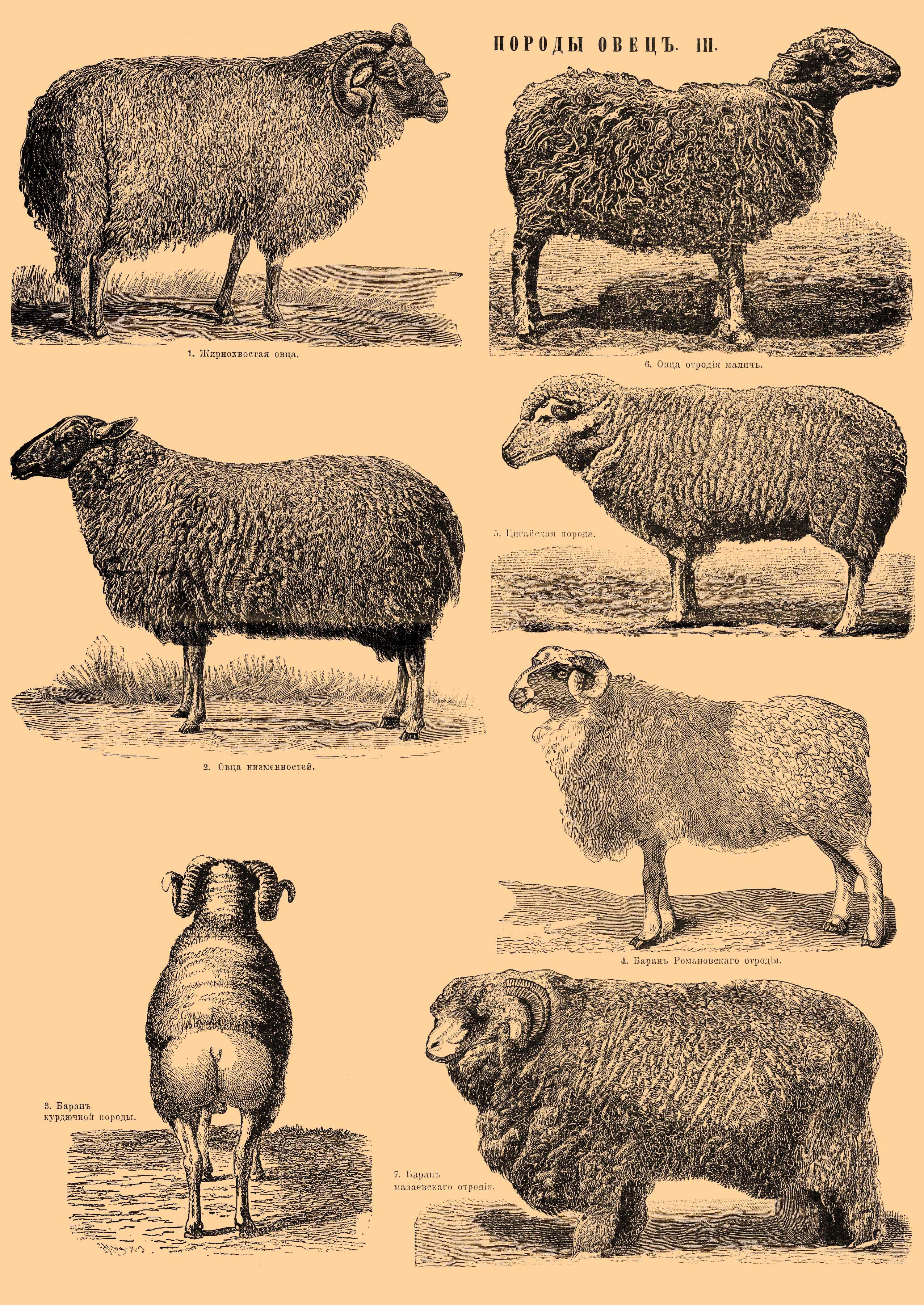

품종(品種; 영어: race)은 하나의 종을 형질에 따라 구분한 것으로, 아종 및 변종보다도 낮은 단계이다.
때로는 아종보다 낮은 수준을 나타내는 데 사용되는 반면, 다른 경우에는 아종의 동의어로 사용된다. 여러 계통이 하나의 종족을 이루는 형태로 계통보다 상위 등급으로 사용되어 왔다. 인종은 동일한 종 내에서 유전적으로 구별되는 개체군일 수도 있고, 다른 방식으로(지리적으로나 생리적으로) 정의될 수도 있다. 인종 간의 유전적 분리는 완전하지 않지만, 종을 분리하는 데 (아직) 충분하지 않은 유전적 차이가 축적되었을 수 있다.
이 용어는 일부에서 인식되지만 생물학적 명명법의 공식 코드에 의해 관리되지는 않는다. 아종 수준 아래의 분류 단위는 일반적으로 동물에 적용되지 않는다.

## 단어
영어에서는 자연에 의해 생긴 품종과 사람이 만든 품종을 구분하지 않고 race로 통칭한다. 자연이 지리적 격리에 따라 만들어낸 품종은 Ecotype이라고 부른다. 인간이 만들어낸 품종은 식물인지 동물인지에 따라 단어가 다르다. 인간이 만들어낸 식물품종은 재배품종(Cultivar)이라고 부르고 가축의 교배를 통해 만들어낸 동물품종은 Breed라고 부른다.

## 같이 보기
- 인종
- 유전자풀
- 유전자 부동
- 창시자 효과
- 아종
- 변종
- 재래 품종